# François Benjamin Fagel
Mr. François Benjamin Fagel (Haarlem, 26 mei 1713 - aldaar, 27 augustus 1784) was een Nederlands jurist en bestuurder.

## Biografie
Fagel was lid van de familie Fagel en een zoon van mr. François Fagel (1674-1718), raad en schepen van Haarlem, en Hester de Koker (1674-1730). Hij trouwde in 1737 met Susanna Baart (1707-1780) uit welk huwelijk een jong overleden zoontje werd geboren.
Fagel studeerde vanaf 1731 rechten te Leiden waar hij in 1736 promoveerde op De inofficioso testamento. Hij was kanunnik van Sint-Jan te Utrecht tot 1748 waarna hij raad in de vroedschap van Haarlem werd; vanaf 1749 was hij verschillende keren schepen en van 1756 tot 1761 burgemeester van die stad. In 1761 werd hij door de Staten van Holland benoemd tot baljuw en stadhouder van de lenen van Brederode en tot meesterknaap van het Jachtgericht.